# Crostolo (torrente)
Il Crostolo (Cròstel in dialetto reggiano, Cróstul in guastallese) è un torrente che scorre interamente nel territorio della provincia di Reggio Emilia, ed è un affluente di destra del fiume Po.

## Il corso

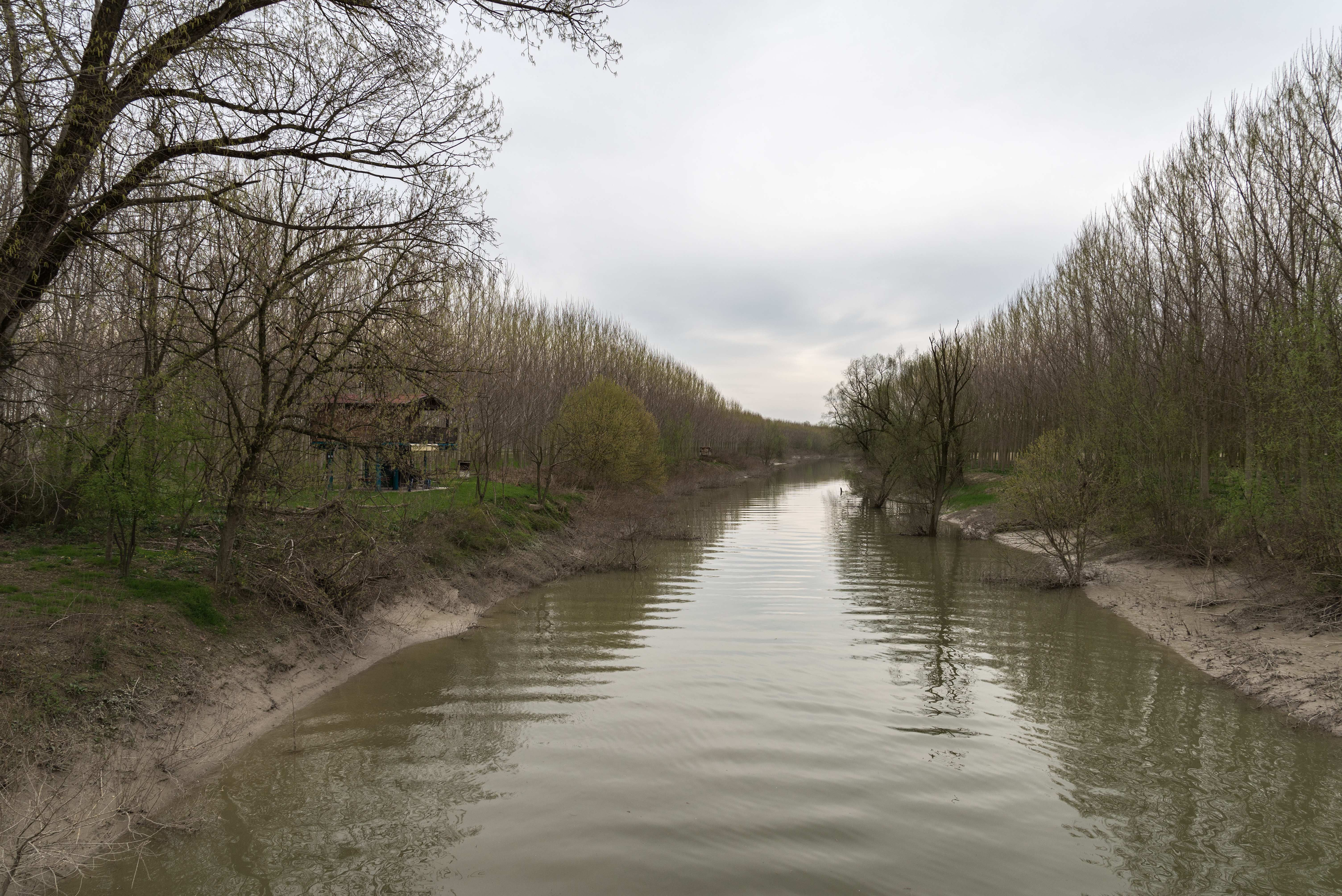
Poco prima di immettersi nel Po a Guastalla

Nasce sull'Appennino reggiano presso l'abitato di Casina a 550 metri s.l.m. Nel suo primo tratto scorre parallelo alla strada del Cerreto, lambisce la località de Il Bocco in una valle stretta e incassata tra ripidi versanti argillosi. Presso la località di La Bettola il corso prosegue in una valle ampia dove bagna l'abitato di La Vecchia e riceve il rio Fiumicello a sinistra e il torrente Cesolla in destra; passata la gola della Pinetina di Vezzano raggiunge, appunto, il centro di Vezzano sul Crostolo. A nord del paese riceve il torrente Campola da sinistra e il rio Vendina da destra e a seguire, presso Puianello, s'incontra con la pianura Padana.
Successivamente marca i confini tra i comuni di Quattro Castella ed Albinea, entrando poi nel territorio di Reggio nell'Emilia. Qui separa i territori delle frazioni di Rivalta e Canali. Superata la località di Casale di Rivalta bagna la periferia occidentale di Reggio Emilia scorrendo a un paio di chilometri dal centro storico. Nel tratto urbano tra il ponte di San Pellegrino e il cimitero monumentale l'alveo è stato cementificato in seguito all'evento alluvionale del 1973. 
Lasciata alle spalle la città, interseca la ferrovia Milano-Bologna e successivamente lambisce la frazione di Cavazzoli. Poco più a valle, tra le frazioni reggiane di Sesso e Roncocesi, interseca l'Autostrada del Sole e la ferrovia ad alta velocità Milano-Bologna. Presso Sesso riceve da sinistra il Cavo Guazzatore, un canale di scolo della zona occidentale della città. Con un'ampia ansa supera l'abitato di Cadelbosco di Sopra dove, in località Begarola, riceve da sinistra il torrente Modolena. Quest'ultimo nasce nei pressi del castello di Canossa, riceve le acque del torrente Quaresimo (che a sua volta riceve quelle del rio Moreno) e del torrente San Silvestro (che attraversa Cavriago). Quando si getta nel Crostolo lo eguaglia in portata idrica.

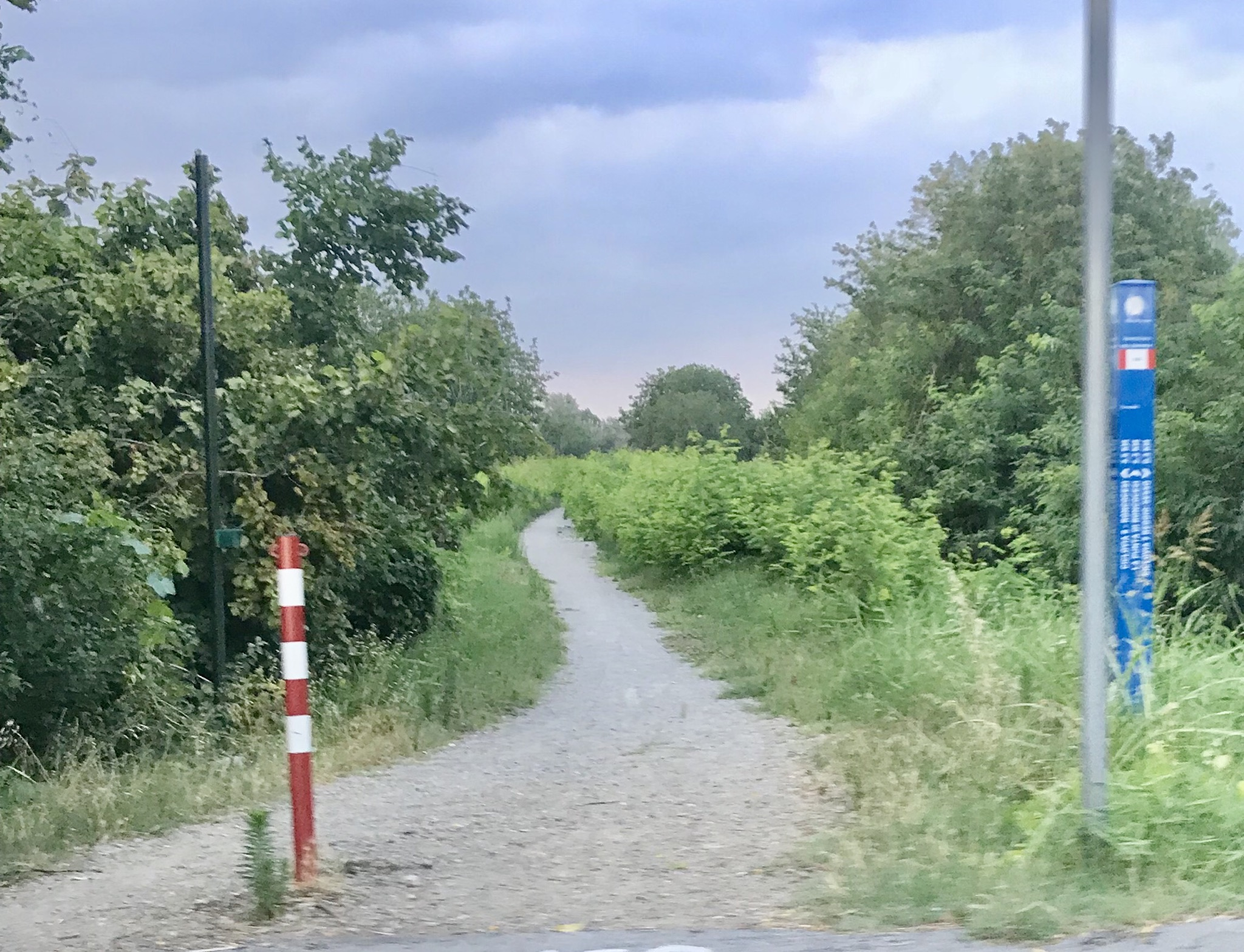
La passeggiata sulla riva sinistra del Crostolo nei pressi di Cavazzoli è parte del sentiero 620 del CAI e della rete naturalistica della Cintura Verde del Comune di Reggio Emilia

Dopo aver ricevuto il Modolena il Crostolo scorre pensile, ad un'altezza che non consente quindi di ricevere alcuna immissione naturale.
Passando a est di Castelnovo di Sotto, in località Bastiglia, riceve da sinistra le acque del Cavo Cava: costruito nel 1579 per bonificare una vasta area, riunisce le acque di vari canali (Canale di San Giacomo, Scolo Bandirola, Diversivo Monsignore, Cavo Macera). Presso Santa Vittoria riceve da destra le acque del Canalazzo Tassone che fu costruito dai reggiani nel 1565 per convogliare nel Crostolo le acque di scolo della città, del Canale di Secchia e del Torrente Rodano. Quest'ultimo nasce nei pressi di Borzano (frazione di Albinea e riceve le acque del Rio Lavacchiello, Torrente Lodola, Torrente Lavezza, rio Acqua Chiara e Cavo Ariolo).
Successivamente il Crostolo funge da linea di demarcazione tra i territori di Gualtieri e di Guastalla. In quest'ultimo comune, presso la località il Torrione 5 km prima dell'immissione in Po, riceve da sinistra i collettori Rinascita e Alfiere le cui acque vengono sollevate ed immesse nel torrente. Nello stesso tratto venne costruita nel 1576 la Gran botte che permette al Cavo Parmigiana-Moglia di sottopassare il Crostolo portando acqua di irrigazione ai territori del Reggiano orientale e Modenese.
Sfocia infine nel Po nei pressi di Guastalla, ma il suo alveo antico, detto "Crostolina", tuttora visibile nella golena del Po, sfociava nel grande fiume a Luzzara, in confine con il Mantovano.

## Ritrovamenti fossili
In sedimenti del Quaternario continentale (Villafranchiano superiore) nei pressi dell'alveo, tra Puianello e Rivalta, sono stati rinvenuti fossili di ippopotamo (Hippopotamus amphibius), di Libralces gallicus, di Mammuthus meridionalis e di Rhinoceros etruscus. Attualmente sono esposti ai Musei Civici di Reggio Emilia.

## Storia

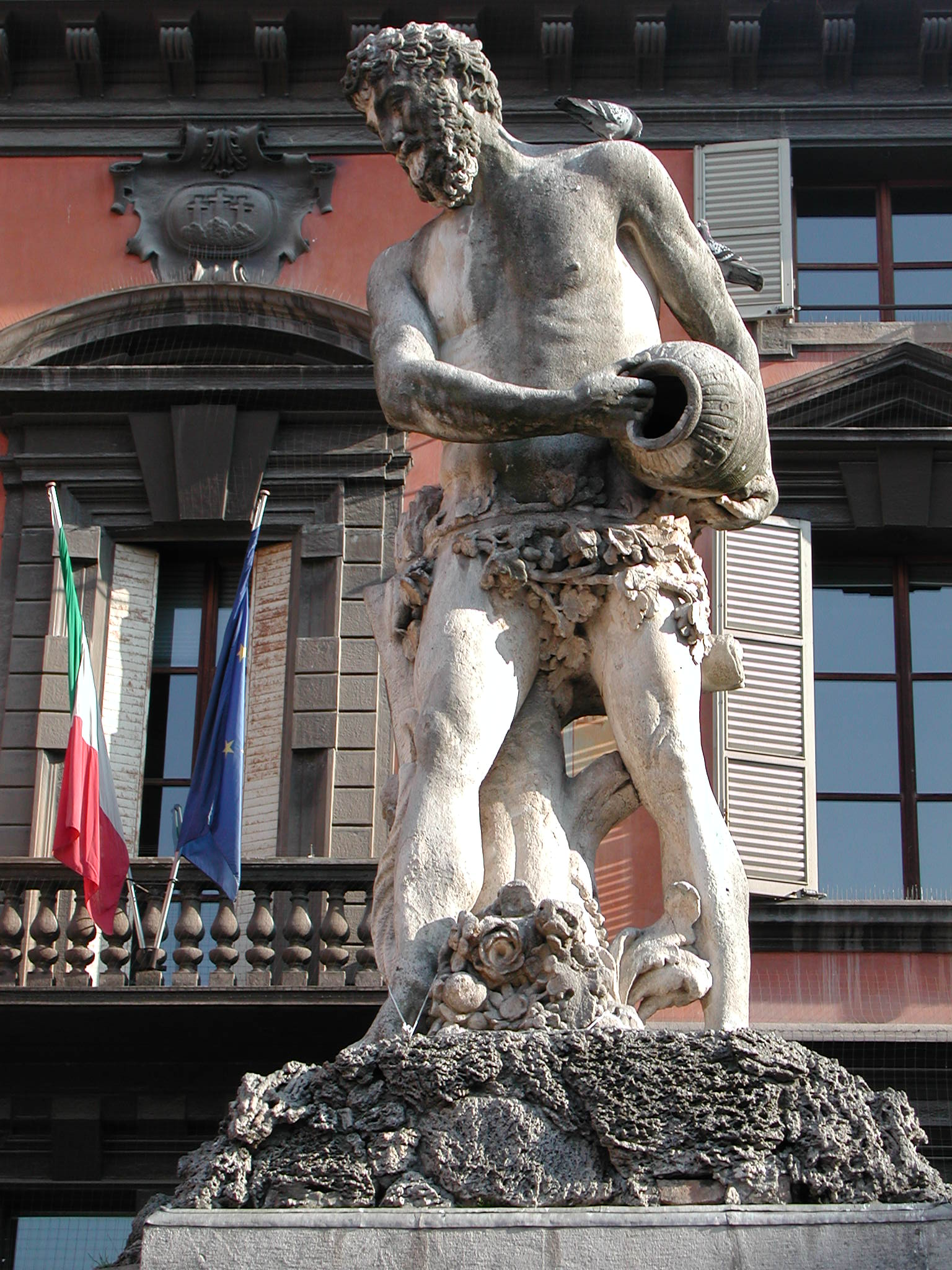
Statua allegorica del Crostolo in Reggio Emilia

In epoca romana, dopo aver attraversato l'antica Regium, sfociava nel Fiume Secchia, il suo corso si modificò alla fine del decimo secolo. Nell'Alto Medioevo scorreva all'interno delle mura della città di Reggio di Lombardia, lungo l'attuale Corso Garibaldi - localmente detto della Ghiara, appunto dal termine ghiaia in dialetto, nome preso anche dalla basilica mariana che affaccia sulla medesima strada - ma nel corso dei secoli subì diverse deviazioni. Una prima volta, nel 1226, il torrente venne deviato fuori le mura, lungo l'attuale viale Timavo, dopo il 1570 venne ulteriormente deviato, per opera della famiglia Bentivoglio, nella posizione attuale, a due chilometri dalle mura. Il suo corso terminale odierno venne scavato durante il Rinascimento. Diede il nome al Dipartimento del Crostolo in età napoleonica.

### L'alluvione del 1973
Nel giugno del 1973, Reggio Emilia venne sconvolta da un tragico evento. Nella notte tra l'8 ed il 9 di quel mese infatti, a causa di piogge eccezionali, le acque del torrente Crostolo si riversarono lungo via Monte Cisa, che all'epoca non era ancora protetta dall'argine sul quale sorge il Parco delle Caprette. La violenza dell'acqua fu devastante, due persone perirono, le automobili vennero spazzate via, molte case vennero distrutte. 
La causa principale di tutto ciò fu attribuita alla noncuranza dell'alveo del Crostolo. Infatti il corretto defluire dell'acqua in quei giorni venne non poco ostacolato dai detriti e dai tronchi che si erano incastrati sotto le arcate dei ponti. Inoltre, fino a quel tragico giugno, le casette di via Monte Cisa si affacciavano direttamente sul torrente senza nessuna protezione in caso di alluvione.
Purtroppo ciò ha determinato un intervento radicale di cementificazione dell'alveo del Crostolo nel suo tratto cittadino, ormai ridotto ad una chilometrica roggia di calcestruzzo, contro ogni dettato scientifico che imporrebbe la conservazione di sponde terrose ricche di vegetazione - in grado di rallentare il flusso rapido dei periodi di piena - nonché di almeno minime aree golenali deputate ad allargare l'impronta dell'alveo al raggiungimento di livelli alti, così da rallentare il deflusso.

### Oggi
Nel 2023-2024, in seguito all'alluvione avvenuta in Romagna e rischiata in Emilia, e dopo un investimento di 300.000 euro da parte della società AiPo, diversi lavori di bonifica del tratto urbano hanno portato ad un ritorno della vegetazione erbosa, nonché di diversi alberi ed elementi faunistici, insieme ad un'ulteriore pulizia dell'alveo da detriti ed isole di ghiaia che potevano ostacolarne ulteriormente lo scorrimento.

## Regime idrologico
Il regime idrologico del Crostolo è cambiato nel corso dei millenni. In epoca romana era infatti un fiume perenne, mentre oggigiorno ha un regime di tipo torrentizio. Il suo andamento infatti è molto irregolare, presentando forti secche in estate, mentre in primavera e in autunno le portate sono ai massimi livelli. Il bacino imbrifero di raccolta acque del Crostolo è di 454 km2 mentre la portata media si attesta intorno a 3,16 m3/s.

## Comuni attraversati dal torrente Crostolo
- Casina
- Vezzano sul Crostolo
- Quattro Castella
- Albinea
- Reggio Emilia
- Cadelbosco di Sopra
- Castelnovo di Sotto
- Gualtieri
- Guastalla

## Corsi d'acqua affluenti del Torrente Crostolo
- Rio Fiumicello
- Rio Cesolla
- Torrente Campola
- Torrente Modolena
- Cavo Cava

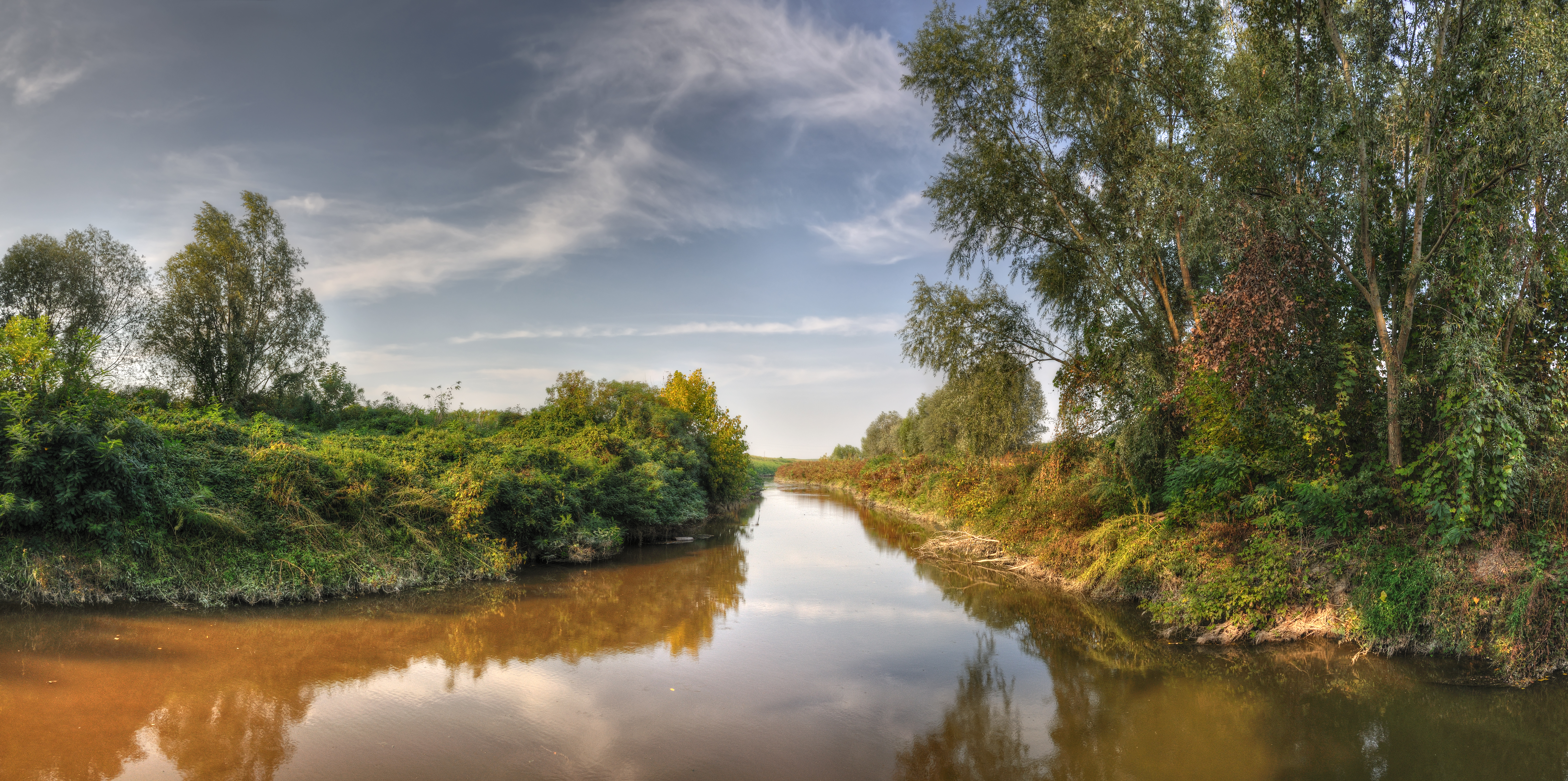
Il Canalazzo si immette nel Crostolo a Santa Vittoria (Gualtieri)

- Torrente Rodano o Canalazzo Tassone